# Skaftafell
Skaftafell var en nationalpark, belägen mellan Kirkjubæjarklaustur, vanligen kallat Klaustur, och Höfn i södra delen av  Island.
Nationalparken instiftades 15 september 1967, och utvidgades två gånger därefter. Parken mätte efter utvidgningarna omkring 4 807 km², vilket gjorde den till Islands näst största nationalpark. Området ingår sedan 7 juni 2008 i Vatnajökulls nationalpark.
Här finns exempelvis dalen Morsárdalur, berget Kristínartindar och glaciären Skaftafellsjökull (en utlöpare till Vatnajökulls istäcke).
Landskapet är väldigt likt en del av Alperna, men har formats under tusentals års påverkan av eld (Öræfajökulls vulkanutbrott) och vatten (glaciärerna Skeiðarájökull och Skaftafellsjökull), vattendragen Skeiðará, Morsá och Skaftafellsá. Vulkanutbrott under istäcket kan ge upphov till jökulhlauper (glaciärfloder) som översvämmar Skeiðará. Den sandiga ödemarken mellan glaciären och sjön orsakad av jökulhlauper kallas Sandur. Den senaste jökulhlaupen gick 1996.
Skaftafell är känt på Island för sitt goda klimat och de soliga dagarna under sommaren vilka är ovanliga på södra Island. Det finns en naturlig björkskog, Bæjarstaðarskógur, liksom flera fågelarter och fjällräv.
Svartifoss (Svartforsen) är ett 12 meter högt vattenfall. Dess namn kommer av de svarta basaltkolonnerna intill den.
Under medeltiden fanns en del stora gårdar i området, men flertalet övergavs efter två vulkanutbrott och följande glaciärförflyttningarna.  De två överlevande gårdarna lever idag i huvudsak på turismen. Parken har även ett informationscenter och en tältplats. Det finns många vandringsleder i området.